# Зграда историјског архива у Панчеву
Зграда историјског архива у Панчеву има историјски значај и сведочи о војној историји града, подигнута је 1875. године и представља непокретно културно добро као споменик културе.
Зграда је за потребе мађарске војске и у њој је била смештена Седма хонведска регимента. Првобитно то је била Касарна Фрање Јосифа, а између два рата у њој се налазила касарна Краља Петра Првог Карађорђевића. У граду је позната и као Велика касарна. Грађевина има основу у облику неправилног ћириличног слова „Ш”. Састоји се од приземља и два спрата. На уличној фасади су два ризалита са по три прозора на сваком спрату, а у средини је 11 прозора. Изнад кровног венца се налази мала, једноставна атика постављена у средини као украс. 
Између спратова се налазе наглашени венци. На ужој страни објекта има по два прозора, а на крову су полукружне баџе. Истакнути ризалити су обрађени плитком рустиком. Планови зграде из 1931. године су сачувани са њеним оригиналним изгледом. Објекат данас нема тај изглед. У реконструкцији, која је извршена након Другог светског рата, главна фасада је очишћена од декоративне пластике. 